# Episodi di Fisica o chimica (sesta stagione)
La sesta stagione di Fisica o chimica è stata trasmessa in prima visione in Spagna su Antena 3 dal 15 settembre al 14 dicembre 2010.
In Italia è inedita.
| nº | Titolo originale             | Titolo italiano | Prima TV Spagna   | Prima TV Italia |
| -- | ---------------------------- | --------------- | ----------------- | --------------- |
| 1  | Es hora de tomar decisiones  |                 | 15 settembre 2010 |                 |
| 2  | Romeo y Julieta              |                 | 21 settembre 2010 |                 |
| 3  | Deseo                        |                 | 22 settembre 2010 |                 |
| 4  | Segunda oportunidad          |                 | 28 settembre 2010 |                 |
| 5  | Crisis                       |                 | 5 ottobre 2010    |                 |
| 6  | La excursión                 |                 | 12 ottobre 2010   |                 |
| 7  | Táctica y estrategia         |                 | 19 ottobre 2010   |                 |
| 8  | Confesiones que nunca llegan |                 | 26 ottobre 2010   |                 |
| 9  | Lo peor de nosotros          |                 | 2 novembre 2010   |                 |
| 10 | Cuando todo cobra sentido    |                 | 9 novembre 2010   |                 |
| 11 | En una despedida             |                 | 16 novembre 2010  |                 |
| 12 | Decisiones                   |                 | 23 novembre 2010  |                 |
| 13 | Carpe Diem (1ª parte)        |                 | 30 novembre 2010  |                 |
| 14 | Carpe Diem (2ª parte)        |                 | 14 dicembre 2010  |                 |

## Es hora de tomar decisiones
- Diretto da: Luis Santamarìa
- Scritto da: Jaime Vaca

### Trama
Paula vorrebbe dimenticare Gorka, e viene assistita da Cova con il bambino, che sembra rimanere volentieri al fianco dell'amica. Julio e Cova riscoprono di amarsi nuovamente, e decidono di rimanere a casa di Paula per tenere d'occhio il figlio, che però avrà delle complicazioni durante la serata. Quando Paula torna a casa la stessa sera, riceve una grande sgridata dalla madre. Yoli vorrebbe mettersi insieme a Roman, e si consulta con Ruth, essendo la ragazza molto vicino a lui. Ruth però ha altri pensieri per la testa, ed è triste a causa della mancanza di Cabano alla sua festa di compleanno, organizzata da Ruth stessa (In cui oltretutto Yoli avrà delle effusioni con Roman). Fer riceve un messaggio d'amore sul suo armadietto, e scopre che a scriverlo è stato Salva, un nuovo studente del liceo. I due si chiariscono alla festa, in cui Salva ammette di essere interessato a Daniela, mentre David sembra essere ancora innamorato di Fer, nonostante quest'ultimo sia fidanzato con un altro uomo, Borja. Fa la sua comparsa un nuovo studente di nome Jon, invalido costretto a rimanere sulla sedia a rotelle. Si interessa subito a Daniela, con cui avrà un rapporto sessuale alla festa di Cabano. Alma riceve da Alvaro un regalo molto costoso, che sta a significare l'amore che il ragazzo prova per lei. Quest'ultimo, intanto, si comporta come un rappresentante di classe, nonostante i suoi compagni di classe siano contrari. In tutta risposta, il ragazzo cerca in tutti i modi di mettere a proprio agio Jon, a causa della sua situazione. Teresa scappa di casa e si rifugia da Veronica, che decide di inscenare per il bene della figlia una farsa che comprende anche Vicente, lasciando fuori Berto, che la prende male. Olimpia viene coinvolta in un piccolo ma non grave incidente, venendo assistita da Martin. La donna, comunque, vorrebbe una casa tutta per loro. 

## Romeo y Julieta
- Diretto da: Javier Quintas
- Scritto da: Carlos Ruano

### Trama
Paula è afflitta, ma continua ad andare avanti, ed è disposta a dimostrare a tutti che ci tiene a suo figlio. Cova è costretta a partire nuovamente ad Alicante, nonostante la sua relazione con Julio stia procedendo bene. Durante la sua partenza saranno presenti molti dei suoi compagni ma non Julio. Il ragazzo era confuso, ma alla fine si presenta, e comunica a tutti di voler partire insieme a Cova, per poi salire sull'autobus insieme all'amata. Yoli sta iniziando una relazione con Roman, e continua a confidarsi con Ruth, nonostante sotto sotto la ragazza sia gelosa. Fer si ritrova a dare consigli a Salva a causa della sua situazione, mentre cerca intanto di aiutare pure David, che sembra fregarsene dello studio e della scuola, cosa che preoccupa molto Jorge. Jon si impegna affinché Daniela possa amarlo, mentre la ragazza inizia a stringere una forte amicizia con Salva, credendolo gay. Salva approfitta subito della cosa, nonostante Fer sia contrario, consigliandogli di stroncare subito la cosa. Alma sembra essere intenzionata a perdonare Alvaro, mentre quest'ultimo inizia ad avere dei problemi a scuola con Diego, un ragazzo prepotente della sua classe. Teresa lotta insieme alla madre affinché Luis possa ricredersi sulla professoressa, nonostante sia ancora convinto che Berto faccia parte della sua vita insieme a Vicente. Berto si sente escluso e cerca conforto in Yoli, mentre Martin fa una sorpresa ad Olimpia, acquistando una nuova casa per tutti e due. Tuttavia il preside deve far fronte alla crisi economica che sta colpendo la scuola, e decide di organizzare un musical che parla di Romeo e Giulietta. Yoli e Roman si fanno subito notare, proponendo a tutti di rendere il musical più "moderno", mentre Paula sfoggia le due doti canore. Clara deve vedersela con la madre di Roman, che è tornata per farsi perdonare dal figlio, nonostante lui non ne voglia più sapere della madre. 

## Deseo
- Diretto da: Carlos Navarro Ballesteros
- Scritto da: Fèlix Jimènez

### Trama
Yoli viene convinta da Roman a partecipare ai casting per una serie televisiva, essendo la ragazza giù di morale e sentendosi inutile. Fer è ancora alle prese con Salva, mentre con David i rapporti salgono e scendono, dapprima le ostilità con il ragazzo riguardo al progetto del musical, e poi le uscite organizzate all'oscuro di Borja, nonostante Fer ci tenga a precisare che lo fa soltanto perché sono amici, cosa che David non butta giù. Ruth vuole ricominciare da zero il suo rapporto con Roman, chiedendo al ragazzo di essere amici. Jon, pur di arrivare a Daniela, inizia a diventare amico di Salva, nonostante quest'ultimo abbia già capito il trucco del ragazzo. Daniela affronta insieme a Salva il problema di una presunta bisessualità del ragazzo, tuttavia il mito viene sfatato subito, e Daniela crede ancora che Salva sia gay. Alma è innamorata di Alvaro, ma non riesce a mostrare i suoi sentimenti in pubblico a causa dell'odio che le persone provano per il ragazzo. La ragazza si confiderà con Ruth ed entrambe arriveranno alla conclusione che ciò che è difficile smettere di provare qualcosa per qualcuno che ami, nonostante uno ci provi. Luis sa della situazione di Veronica, e Teresa fa il possibile affinché i due si possano chiarire una volta per tutte. Dopo una movimentata discussione, Luis sembra capire la situazione, nonostante sia ancora contrario. Berto è sempre più convinto che la sua presenza sia di troppo, e nonostante ami il rapporto che c'è tra lui insieme a Vicente e Veronica, dopo anche alcuni problemi relativi allo stipendio dimezzato da Martin, decide di lasciare la scuola e la città, rendendo tristi sia Veronica che Vaquero. Martin da la direzione del musical a Marina e Olimpia, mentre la donna si apre di più verso la docente di Filosofia. Oltretutto, Olimpia è sempre più trascurata da Martin. Clara intanto si sta conoscendo con Ricardo, il nuovo addetto alla manutenzione della scuola.

## Segunda oportunidad
- Diretto da: Luis Santamarìa
- Scritto da: Marìa Lòpez

### Trama
Paula vorrebbe partecipare al musical, ma è combattuta tra lo studio e il figlio. Yoli viene scelta per la serie televisiva. avendo progettato una uscita con Roman per vedere un concerto, ma non potendo a causa delle riprese, decide di dare i biglietti a Ruth, e invita la ragazza ad andare al concerto insieme a Roman. Oltretutto, il loro rapporto inizia a diventare più distaccato, a causa degli impegni della ragazza e del brutto momento che sta passando Roman. Fer e David non si parlano ancora, mentre il primo ha dei dubbi riguardo all'amicizia tra Jon e Salva, e mette in guardia quest'ultimo. Ruth esce insieme a Roman per andare al concerto, e durante questo i due iniziano ad avvicinarsi di più. Jon chiede aiuto a Salva per avere una opportunità con Daniela, ma il giovane si ricrederà sulla fedeltà di Jon quando riceverà uno brutto scherzo, in cui è coinvolto anche quest'ultimo. Alma è indignata dal comportamento di Alvaro, dopo che il ragazzo, per farsi rispettare e vedere dagli altri, tira un brutto scherzo a Salva, rovinando i suoi fumetti. Oltretutto, il ragazzo inizia a stufarsi della sua situazione con Alma. Teresa si inizia a preoccupare per quello che sta passando alvaro, nonostante sia ancora arrabbiata con lui. Veronica vuole voltare pagina, anche se Vicente vorrebbe continuare il loro rapporto anche senza di Berto. Jorge si trasferisce a casa di Veronica, e Vicente è molto geloso della cosa. Scoprirà poi dell'omosessualità del professore, che lo rilassa, pensando che tra lui e Veronica non ci potrà mai essere niente. Martin e Vicente cercano dei nuovi proprietari affinché la scuola abbia i fondi necessari per continuare a stare in piedi, ma la cosa risulta essere molto complicata, essendo i clienti interessati più al terreno che alla scuola. Intanto, Martin assume un nuovo professore di biologia, Arturo, che ricopre anche gratuitamente il ruolo di medico della scuola, nonostante Veronica non sia molto d'accordo, mentre Marina è interessata e affascinata dal nuovo professore. Olimpia deve far fronte ai problemi con Martin e alle ostilità nel musical, soprattutto tra Yoli-Paula e Teresa-Alvaro. Clara continua a sentirsi con Ricardo, mentre deve risolvere ancora il problema con la madre di Roman. La donna è veramente cambiata, e sia Clara che Roman alla fine se ne renderanno conto.

## Crisis
- Diretto da: Javier Quintas
- Scritto da: Mario Parra

### Trama
Paula sta passando un brutto momento economico, e la madre le impone di lavorare affinché possa aiutarla a mantenere il figlio e a pagare la retta della scuola. Il musical però è molto importante per la ragazza, seppure le circostanze le impediscano di partecipare al meglio. Yoli non prende bene il cambio di voce che le hanno fatto per la messa in onda della serie televisiva a cui ha partecipato, e oltretutto a scuola viene derisa per questo. Saprà comunque riscattarsi durante il musical, grazie anche a Roman. David viene messo in guardia da Arturo riguardo ad un possibile contagio di HIV che potrebbe aver ricevuto. Supererà il tutto con l'aiuto di Marina e Fer, ma approfitterà della situazione per stare accanto all'ex, nonostante gli avvisi di Borja. Ruth legge una cosa che la insospettisce riguardo a Ricardo, e decide di avvisare Clara. Jon è sempre più interessato a Daniela, e cerca continuamente aiuto in Salva, nonostante il ragazzo sia ancora un po' arrabbiato. Alvaro è sempre più stufo della sua relazione segreta con Alma, e sembra interessarsi a Teresa, che intanto ha deciso di perdonare il ragazzo per quello che le ha fatto. Veronica viene a sapere da Vicente che Jorge è gay, ma entrambi si ricrederanno quando scopriranno che in realtà l'uomo è bisessuale. A Vaquero quindi ritorna il pensiero che tra Jorge e Veronica possa esserci qualcosa, e cerca di sabotare ogni possibile contatto tra i due. Marina inizia una turbolenta storia con arturo, e alla fine decide di raccontargli la sua sieropositività. Arturo la prenderà inizialmente male, ma poi ne parlerà meglio con Marina e le cose si aggiusteranno. Martin e Olimpia hanno una vita sessuale scadente, e nonostante la donna provi a stimolare il suo uomo, le cose continuano a rimanere basse, tanto che la professoressa inizierà a vedersi e sentirsi con il giovane Vicente, pur non essendoci ancora niente tra di loro. Clara scopre che Ricardo ha una famiglia in argentina, e che ha anche bisogno di aiuti economici. 

## La excursión
- Diretto da: Alejandro Bazzano
- Scritto da: Alberto Manzano

### Trama
Paula continua ad avere problemi con il suo andamento, mentre Yoli inizia a frequentare una scuola di recitazione, sostenuta da Roman e accompagnata da Ruth. È intenzionata ad aiutare Ruth riguardo alla sua situazione, ma ignora che intanto la ragazza si vede con il suo fidanzato. David diventa sempre più aggressivo e menefreghista, arrivando a chiedere soldi agli amici e addirittura rubarli, per poi presentarsi a scuola ubriaco. La cosa preoccupa molto Jorge, che lo fa presente prima a Veronica, e poi a Fer, che decide di intervenire. I due avranno una focosa discussione nel parcheggio della scuola, dove David, ubriaco e adirato, fuggirà in scooter e farà un incidente. Ruth si inizia a sentire con Oscar, un ragazzo conosciuto alle lezioni di recitazione di Yoli, nonostante la ragazza non sia momentaneamente attratta da lui, ma da Roman. Jon con l'aiuto di Salva spia una conversazione tra quest'ultimo e Daniela, illudendosi di poter avere una relazione con la ragazza. In realtà, Daniela è attratta da Jon, ma la sua condizione sulla sedia a rotelle la mettono a disagio, preferendo non avere nessuna storia con lui. Alla fine, comunque, decidono di mettersi insieme. Alma continua a vedere segretamente Alvaro per paura dei giudizi altrui, mentre il ragazzo inizia ad avvicinarsi sempre di più a Teresa. Durante l'escursione programmata da Arturo, Teresa e Alvaro fanno coppia per un progetto di Biologia, e il ragazzo finisce con il ferirsi ad una gamba a causa di una trappola presente sul terreno, preoccupando molto Teresa, che inizierà a prendersi cura del giovane ferito. L'arrivo di Jon e il suo gruppo salverà in seguito Alvaro. Veronica si sente sempre più spesso con Jorge, e la cosa preoccupa molto Vaquero, che intende mettere in chiaro le cose con la donna. La relazione tra Marina e Arturo procede discretamente, mentre la professoressa è intenta a dare consigli e aiuti alla collega e amica Olimpia, che sta avendo problemi con il compagno Martin. I due inizieranno una terapia di coppia, dove non dovranno toccarsi, seppure la cosa sembra rendersi difficile per Olimpia. Clara continua a vedersi e sentirsi con Ricardo, nonostante i malocchi e le avvertenze di Olimpia, che intanto ha scoperto che l'argentino ha una laurea.

## Táctica y estrategia
- Diretto da: Carlos Navarro e Luis Santamaría
- Scritto da: Mario Parra

### Trama
Paula continua ad avere problemi tra la scuola, il bimbo il lavoro, e per questo si fa aiutare da Marina, che le riserva un posto in biblioteca, dove conosce Diego, tuttavia ha paura di rivelargli la sua condizione a causa di cosa potrebbe pensare. Yoli mette in chiaro le cose con Roman, e inizia a programmare intanto un futuro con il ragazzo a Barcellona, dove è stata presa in una scuola di recitazione. Roman, inizialmente titubante, accetta, ma Ruth non prende bene la cosa, e pur aiutando i ragazzi, è triste del fatto che Roman potrebbe partire, e nel tentativo di chiedergli di restare, alla fine finiscono con il fare l'amore. Fer, preoccupato per la situazione che sta passando David, decide di passare del tempo con lui, spazientendo così sempre di più Borja, che non vede di buon occhio David. Nonostante ciò, i due diventano amici dopo la serata alla sala giochi, e anche se le cose sembrano andare per il meglio, Fer si accorge che potrebbe ancora provare qualcosa per David. Jon ha intanto iniziato la sua storia con Daniela e questo non fa altro che ingelosire ulteriormente Salva, che si trova poi costretto a diventare il terzo incomodo durante la giornata alla sala giochi organizzata da Fer. Alma è gelosa di Teresa e Alvaro, e nonostante i due si stiano iniziando a frequentare, Teresa finisce con il confessare al ragazzo che in realtà è attratta da Jorge, fugando così ogni suo dubbio. Veronica è preoccupata di questa cosa, e pensando che alla figlia piaccia Alvaro, cerca di risolvere la questione con il ragazzo, venendo poi a scoprire la verità. Ad Jorge piace sempre di più Veronica, ma quest'ultima ha ancora dei rimorsi a causa di quello che era successo con Vicente, mentre quest'ultimo ha degli iniziali problemi dovuti ad un momentaneo malfunzionamento nel canto, venendo così deriso da tutti, anche se alla fine comunque risolverà il problema. Le cose tra Martin e Olimpia non vanno tanto bene, e anche se i due inizialmente ignorano le parole dello psicologo, in preda ad uno stacco d'ira Martin confessa alla donna di non amarla. Tuttavia, la donna deciderà di aiutare Martin con la bimba avuta con Sandra. Clara, invece, sente che potrebbe provare qualcosa per Ricardo, e nonostante tutto e anche grazie all'aiuto di Ruth, continua a frequentarsi con l'uomo.

## Confesiones que nunca llegan
- Diretto da: Javier Quintas
- Scritto da: Félix Jiménez

### Trama
Paula deve far fronte ai problemi legati alla misteriosa scomparsa dei soldi della gita scolastica, di cui doveva occuparsene. Yoli è preoccupata della situazione che si sta creando tra Roman e Ruth, e pensa che i due siano in conflitto. I due giovani vorrebbero raccontare la verità alla ragazza, ma per un motivo o per l'altro la situazione finisce sempre per diventare un grosso malinteso. Intanto Fer cerca in tutti i modi di ignorare David, a causa del bacio avuto con il ragazzo la serata alla sala giochi. D'altra parte, David cerca in tutti i modi di contattare il ragazzo, anche tramite lo studio radiofonico in cui ha iniziato a lavorare. Jon pensa che Salva sia attratto da lui, e cerca di mettergli in testa che tra loro due non potrà esserci mai nulla, nonostante Salva continui a ripetere che non prova niente per lui. Dopo vari problemi tra i due, alla fine Salva si decide a confessare la verità a Jon e a Marina, stupiti del fatto che in realtà al ragazzo piace Daniela. Alma è ancora visibilmente gelosa di Teresa e Alvaro, mentre quest'ultimo si fa aiutare da Teresa a fin che la busta con i soldi della gita vengano riportati indietro, essendo misteriosamente comparsi dentro lo zaino del giovane. Veronica racconta a Jorge che la figlia è attratta da lui, e i due decidono di escogitare una farsa, facendo così credere alla giovane ragazza che i due stanno insieme. Tuttavia, facendo ciò non fanno altro che ingelosire anche Vaquero, che inizia così a passare alcune serate in compagnia di Olimpia. Arturo è accusato di omicidio nei confronti della moglie, e nonostante tutti siano a favore per farlo rimanere, Martin è titubante, mentre Marina cerca di aiutarlo in tutti i modi. Martin continua, insieme ad Olimpia, a far visita alla figlia, anche se Sandra è decisa a non farsi vedere dall'uomo. Ricardo, che in realtà si chiama Cristian, ruba i soldi della gita per poter pagare un uomo che gli ha falsificato i documenti per lavorare in Spagna, e si fa prestare dei soldi da Clara, che comunque viene a sapere della verità, e decide ugualmente di aiutarlo.

## Lo peor de nosotros
- Diretto da: Carlos Navarro

- Scritto da: Alberto Manzano

Yoli è sempre più dubbiosa riguardo a quello che sta passando Roman, e insieme anche alla storia che i produttori non la contattano, inizia a sentirsi fuori forma, nonostante tutti le dicano che non è così. Ruth e Roman sono sempre sul punto di raccontare tutta la verità alla giovane Yoli, e dopo una sana litigata, capiscono che è arrivato il momento, confessando finalmente alla ragazza quello che sta succedendo. Fer riesce finalmente, dopo i vari consigli di Paula, Yoli e Jorge, a notare un drastico cambiamento nel comportamento di David, che ha seriamente intenzione di voltare finalmente pagina: nel fare ciò, organizza un lip dub per promuovere il musical della scuola. Tuttavia, le situazioni che si vengono a creare fanno capire a Fer che, dentro di sé, è ancora preso dal giovane. Salva non ha ancora detto la verità a Daniela, e Jon è intenzionato a ritornare con la ragazza: nonostante i due si vogliano aiutare a vicenda, Salva non rispetta il patto, e Jon così finisce con l'avere in pugno il ragazzo tramite alcune foto scottanti di Daniela che teneva sul telefono. Alma è terribilmente gelosa di Alvaro e Teresa, e lo fa capire, indirettamente, anche al giovane, mentre questi ultimi si fingono ancora fidanzati a fin che Veronica la smetta di opprimere la figlia riguardo all'avere un ragazzo. Il primo tentativo, tuttavia, viene sabotato da Alma. Jorge ha perdonato David per quello che è successo in passato, mentre Vicente, Martin e il resto del corpo docenti si vede con le spalle al muro dall'APA, che intende far licenziare Arturo per lo scandalo che lo vede coinvolto. Grazie all'aiuto di Marina, comunque, tutto va per il verso giusto, e nessuno alla fine viene licenziato. Clara, nel mentre, con il consenso di Ruth e Roman, ospita per qualche giorno Ricardo, che però si vede costretto, sotto consiglio della stessa Clara, a trasferirsi momentaneamente in Argentina.

## Cuando todo cobra sentido
- Diretto da: Luis Santamaria
- Scritto da: María López

## En una despedida
- Diretto da: Javier Quintas
- Scritto da: Félix Jiménez

## Decisiones
- Diretto da: Carlos Navarro
- Scritto da: Alberto Manzano

## Carpe Diem (1ª parte)
- Diretto da: Alejandro Bazzano
- Scritto da: Mario Parra e Jaime Vaca

## Carpe Diem (2ª parte)
- Diretto da: Javier Quintas
- Scritto da: María López, Carlos Ruano e Jaime Vaca